# Municipio de Center (condado de Cloud)
El municipio de Center (en inglés: Center Township) es un municipio ubicado en el condado de Cloud en el estado estadounidense de Kansas. En el año 2010 tenía una población de 187 habitantes y una densidad poblacional de 1,33 personas por km².

## Geografía
El municipio de Center se encuentra ubicado en las coordenadas 39°27′34″N 97°38′52″O / 39.45944, -97.64778. Según la Oficina del Censo de los Estados Unidos, el municipio tiene una superficie total de 140.31 km², de la cual 140,31 km² corresponden a tierra firme y (0 %) 0 km² es agua.

## Demografía
Según el censo de 2010, había 187 personas residiendo en el municipio de Center. La densidad de población era de 1,33 hab./km². De los 187 habitantes, el municipio de Center estaba compuesto por el 96,26 % blancos, el 0,53 % eran asiáticos y el 3,21 % eran de una mezcla de razas. Del total de la población el 2,14 % eran hispanos o latinos de cualquier raza.